# Морозовка (Хмельницкий район)
Морозовка (укр. Морозівка) — село на Украине, находится в Хмельницком районе Винницкой области.
Код КОАТУУ — 0524884002. Население по переписи 2001 года составляет 555 человек. Почтовый индекс — 22021. Телефонный код — 4338.
Занимает площадь 1,7 км².

## Адрес местного совета
22020, Винницкая область, Хмельницкий р-н, с. Лип ´ятин, ул. Ленина, 5